# Gerhard Walter (Schauspieler)

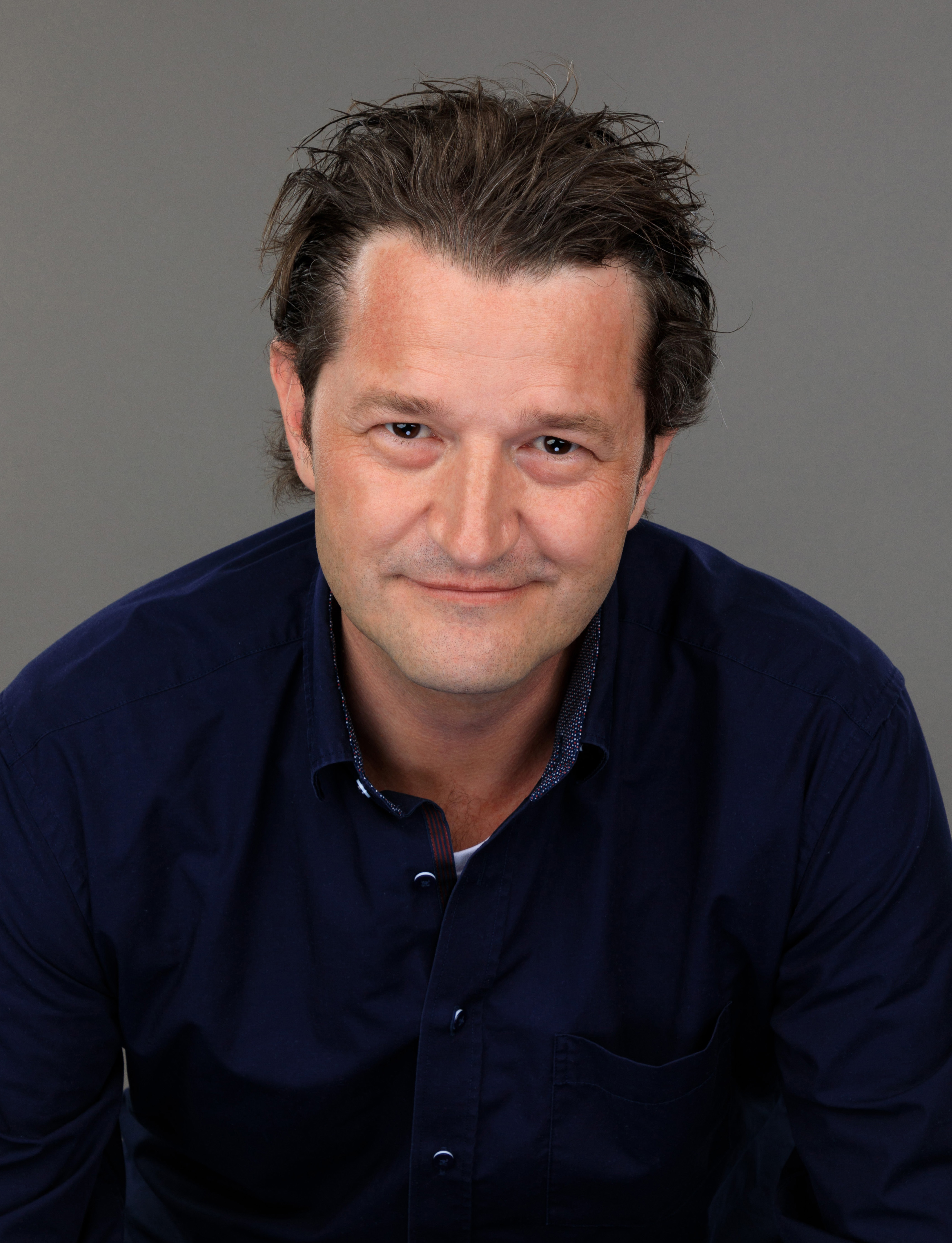
Gerhard Walter (2020)

Gerhard Walter (* 10. Juli 1972 in Wien) ist ein österreichischer Kabarettist, Schauspieler, Autor und Regisseur.

## Leben und Wirken
Gerhard Walter studierte eine Fächerkombination aus Kommunikationswissenschaft, Theaterwissenschaft und Betriebswirtschaft an der Universität Wien, die er 2001 abschloss. Während seines Studiums nahm er Schauspielunterricht bei Herwig Seeböck und legte 2002 die Bühnenreifeprüfung ab.
In Herwig Seeböcks Schauspielgruppe lernte er den Kabarettisten Gery Seidl kennen, mit dem er 2003 das Kabarettduo WalterSeidl gründete. Für ihr erstes Kabarettprogramm Warum Richard III.? erhielten sie den Grazer Kleinkunstvogel, den Kärntner Kleinkunstdrachen und den Münchener Kabarett Kaktus. Für ihr zweites Programm Taxameta rennt wurde ihnen der österreichische Kabarettförderpreis verliehen.
Es folgten erste Film- und Theaterengagements. Gerhard verbrachte einige Zeit in London, Los Angeles, New York und San Francisco, wo er verschiedene Schauspielkurse belegte. Nach seiner Rückkehr schrieb, produzierte und spielte er gemeinsam mit Christina Scherrer sein erstes Stück in englischer Sprache Playing Sarah and Paul.
2013 erschien sein erstes Kabarettsoloprogramm Happy End. 2015 folgte das Kabarettprogramm Heil!therapie, welches er mit dem Kabarettisten Jürgen Vogl schrieb und spielte. Ebenfalls seit 2015 spielt er gemeinsam mit Günther „Gunkl“ Paal das Programm Herz & Hirn, welches 2018 in einer neuen Ausgabe Herz & Hirn II seine Fortsetzung fand.
Neben seiner Tätigkeit als Kabarettist und Schauspieler ist er auch als Autor und Regisseur für andere Kabarettisten tätig.

## Kabarett
- 2003: WalterSeidl, Kabarettduo Gerhard Walter und Gery Seidl
- 2003: Warum Richard III.?, Kabarettduo Gerhard Walter und Gery Seidl[1]
- 2005: Taxameta rennt, Kabarettduo Gerhard Walter und Gery Seidl[2]
- 2013: Happy End, Kabarettsolo, Premiere 26. Februar 2013[3][4]
- 2015: Immer wieder WalterSeidl, Kabarettduo Gerhard Walter und Gery Seidl
- 2015: Herz & Hirn, Kabarettduo Gerhard Walter und Gunkl[5][6]
- 2015: Heil!Therapie Kabarettduo Gerhard Walter und Jürgen Vogl[7][8]
- 2015: The beauty and the beast, Kabarettduo Gerhard Walter und Nadja Maleh
- 2016: Im Kleinen und Ganzen, Kabarett-Soloprogramm, Premiere am 10. November 2016 im Kabarett Niedermair
- 2018: Herz und Hirn II, Kabarettduo Gerhard Walter und Gunkl
- 2021: Auf mich war ich nicht vorbereitet, Kabarett-Soloprogramm, Premiere am 11. Oktober 2021 im Kabarett Niedermair
- 2022: Herz und Hirn III, Kabarettduo Gerhard Walter und Gunkl, Premiere am 22. Oktober 2022 im Stadtsaal[9]

## Film und Fernsehen (Auswahl)
- 2001: Kommissar Rex, Regie: Hajo Gies, ORF
- 2005: Frischlinge, Comedyshow, Regie: Peter Rabinger, ORF
- 2006: Die Slupetzkis, Regie: Claudia Jüptner-Jonstorff, ORF
- 2007: Funkhaus, WDR
- 2007: Die liebe Familie – Next Generation, Regie: Oliver Baier, ORF
- 2007: Gernots Club, Regie: Heidelinde Haschek, ORF
- 2008: Annas zweite Chance, Regie: Karsten Wichniarz, ORF/ARD
- 2010: Die Gipfelzipfler, Regie: Harald Sicheritz, ORF
- 2010: Schnell ermittelt, Regie: Andreas Kopriva, ORF
- 2010: Willkommen in Wien, Regie: Nikolaus Leitner, ORF/ZDF
- 2013: Was gibt es Neues?, Comedy-Rateshow, ORF
- 2015: Kalahari Gemsen, Sketch-Comedyserie, Regie: Thomas Mraz, ORF[10]
- 2016: Zum Brüller! – Der Komedy Klub, Kabarett-Mockumentary, Regie: Leo Bauer, Peter Rabinger, Servus TV[11]

## Theater (Auszug)
- 1998: Erwachsenenspiele, Rolle:Kellner, Regie: Herwig Seeböck, Theater Spektakel, Wien
- 1999: In da Gruft, Rolle: Diverse, Regie: Georg Herrnstadt, Orpheum Wien, Volkstheater München
- 2000: Das Restpaar, Rolle: D. Abreiter, Regie: Wolf Haberl, Stadttheater, Steyr
- 2001: Lebenskünstler, Rolle: Paul, Regie: Werner Brix, Sommertheater, Döbling
- 2001: Oscar, Rolle: A. Leroi, Regie: Erika Mottl, Kleines Theater (Salzburg)
- 2002: A Midsummer Night’s Dream, Rolle: Theseus, Regie: Niki Allen, Stadttheater, Murau
- 2003: Der Widerspenstigen Zähmung, Rolle: Vincentio, Regie: Nicole Fendesack, Sommertheater, Mödling
- 2006: Rocky Horror Picture Show, Rolle: Narrator, Regie: Monti Beton
- 2008: Der zwölfte Mann ist eine Frau, Rolle: Diverse, Regie: Marion Dimali, 3raum-Anatomietheater, Wien[12]
- 2012: Playing Sarah and Paul, Rolle: Paul, Regie: Anna Winkler, Theater Drachengasse, Wien[13]

## Autor und Co-Autor
- 2009: a life, Kabarettprogramm von Christoph Fälbl, Autor
- 2014: Höhenrausch, Kabarettprogramm von Tanja Ghetta, Co-Autor
- 2015: Schön dass es mich gibt, Kabarettprogramm von Nina Hartmann, Co-Autor

## Regie
- 2014: Neue Wege, Kabarettprogramm von Florian Reichl[14]
- 2015: Denn sie wissen nicht was sie tun, Kabarettprogramm von Aschenbrenner.wunderl
- 2017: Glaube, Liebe, Ratten, Kabarettprogramm von Florian Reichl und Benjamin Müller
- 2018: Trotzphase, Kabarettprogramm von Tanja Ghetta

## DVD
- Taxameta rennt
- Warum Richard III.?

## Auszeichnungen
- 2003: Grazer Kleinkunstvogel[15]
- 2003: Kärntner Kleinkunstdrache[16]
- 2003: Münchener Kabarett Kaktus[17]
- 2005: Österreichischer Kabarettförderpreis[18]
- 2018: Nominierung Hamburger Comedy Pokal mit Jürgen Vogl[19]